# Etiópia hadereje
Az ország hadereje két haderőnemből, a szárazföldi haderőből és a légierőből épül fel.

## Fegyveres erők létszáma
- Aktív: 252 500 fő

## Szárazföldi erők
Létszám
250 000 fő
Állomány
- 3 hadtest (hadtestenként 2 hadosztály és 1 gépesített dandár)
- 1 hadászati tartalékos hadosztály (6 dandárral)

Felszerelés
- 300 db harckocsi (T–54/–55, T–62)
- 400 db páncélozott harcjármű (BRDM, BTR–60, BMP–1)
- 320 db tüzérségi löveg: 300 db vontatásos, 20 db önjáró

## Légierő
Létszám
2500 fő
Felszerelés
- 55 db harci repülőgép (MiG–21/–23, Szu–25/–27)
- 16 db szállító repülőgép (C–130, An–12, Jak–40)
- 30 db harci helikopter (Mi–24)